# テリー・ブルックス

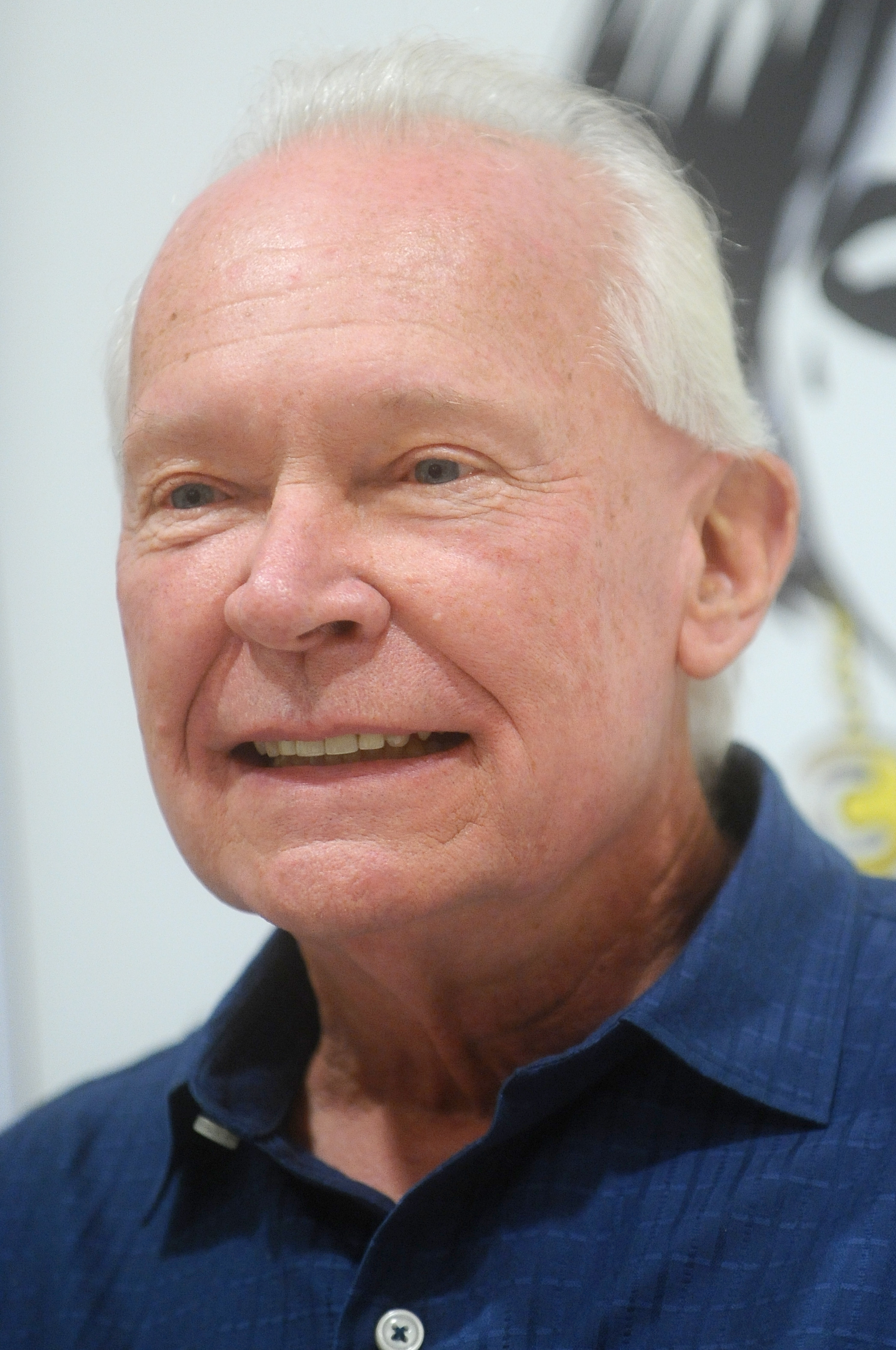
テリー・ブルックス

テリー・ブルックス（Terry Brooks、1944年1月8日 - ）は、アメリカのファンタジー作家。
元弁護士。処女作『シャナラの剣』はベストセラーになったが、一部の批評家からはJ・R・R・トールキンの作品（特に『指輪物語』）の剽窃だとの非難を浴びた。

## 著作リスト

### 小説
- シャナラ・シリーズ
  - The Sword of Shannara（1977）『シャナラの剣』清水ふみ・森野そら翻訳、扶桑社
  - The Elfstones of Shannara (1982) 『シャナラの妖精石(エルフストーン)』 森野そら翻訳、扶桑社
  - The Wishsong of Shannara (1985、未訳)
  - The Scions of Shannara (1990、未訳)
  - The Druid of Shannara (1991、未訳)
  - The Elf Queen of Shannara (1992、未訳)
  - The Talismans of Shannara (1993、未訳)
  - First King of Shannara (1996、未訳)

2016年、本シリーズに基づいてテレビドラマシリーズ『シャナラ・クロニクルズ』が放送された。
- ランドオーヴァー・シリーズ　井辻朱美翻訳、ハヤカワ文庫
  - Magic Kingdom for Sale -- Sold!（1986）『魔法の王国売ります!』
  - The Black Unicorn（1987）『黒いユニコーン』
  - Wizard At Large（1988）『魔術師の大失敗』
  - The Tangle Box（1994）『大魔王の逆襲』
  - Witches Brew（1995）『見習い魔女にご用心』

- Running with the Demon （1997）『妖魔をよぶ街』井辻朱美翻訳、ハヤカワ文庫

### ノヴェライズ
- Hook（1992）『フック』二宮磬翻訳 CBSソニー出版
- The Phantom Menace（1999）『スター・ウォーズ エピソード1/ファントム・メナス』富永和子翻訳、ソニー・マガジンズ